# Alois Apfelbeck
Alois Apfelbeck (18. listopadu 1925, Kout na Šumavě – 5. prosince 1992, Praha) byl český
matematik a profesor na ČVUT.

## Životopis a dílo
Alois Apfelbeck studoval na středních školách v Domažlicích a v Praze. Po druhé světové válce vystudoval na přírodovědecké fakultě obor matematika. Jeho pedagogická činnost a vědecká činnost začala na elektrotechnické fakultě ČVUT, kde působil od roku 1949. V roce 1957 přešel na fakultu jadernou a fyzikálně inženýrskou, kde byl 19 let vedoucím katedry matematiky a dlouhou dobu proděkana pro pedagogickou činnost. Jeho stěžejními přednáškovými obory byla klasická matematická analýza a funkcionální analýza. Byl jedním ze zakladatelů nového studijního oboru matematické inženýrství na fakultě FJFI. V roce 1990 ukončil pedagogickou činnost a odešel do důchodu.

## Literární činnost
- Monografie Kongruence, Praha: Mladá Fronta, 1968
- Úvod do matematické analýzy, Praha ČVUT, 1978,1979,1982